# 恋する夏のラストリゾート
『恋する夏のラストリゾート』（こいするなつのラストリゾート）は2014年3月28日にPULLTOP LATTEより発売された18禁恋愛アドベンチャーゲームである。
本作はPULLTOP LATTEの第2作となるアダルトゲームである。デビュー作の『彼女と俺と恋人と。』ではエッチシーンに力を入れていたが、本作ではエッチシーンはもちろん、日常シーンにも力を入れている。

## あらすじ
（出典：）
主人公・大在宗太郎はアルバイトで学費を捻出する苦学生である。ある日、後輩の幸崎羽海を助けたことにより、宗太郎はアルバイトをクビになってしまう。それを見かねた羽海は、南国のリゾートで行うアルバイトに宗太郎を誘う。
アルバイト先のリゾート施設に着くと、従業員の大半が女性であり、宗太郎にとっては理想的な職場だった。しかも羽海からは「私の彼氏として、ここでは過ごして下さいっ!」と告げられる。嬉しいハプニングを予感させるリゾート生活が始まる。

## 登場人物

### メインキャラクター
（出典；）
大在 宗太郎（おおざい そうたろう）
本作の主人公である大学生。羽海を助けたことがきっかけで前のバイト先を首にされた。
幸崎 羽海（こうざき うみ）
声 - 波奈束風景
宗太郎が通う大学の後輩で、宗太郎をバイトに誘った。話しかけづらい雰囲気を持つ美人である。冷静なようでどこか間の抜けたところがある。
津久見 さんご（つくみ さんご）
声 - 藤咲ウサ
親友である小波とともにアルバイトに来ている少女。明るい性格で誰に対しても砕けた態度で接するが、本人は敬語を使っているつもりである。
杵築 莉帆（きつき りほ）
声 - 夏野こおり
社会勉強のためにアルバイトに来ている少女。裕福な家の出で、お嬢様言葉を使う。性格は天然で人懐っこい。仕事を真面目にきちんとこなし、自らの仕事を終えると新たに仕事を探すタイプである。
牧 汐璃（まき しおり）
声 - 百瀬ぽこ
コテージで働く女性で、花の髪飾りをいくつかつけているのが特徴。人見知りかつ無口だが、むしろ仲間の輪に入る方。時折うっかり変なことを口走っては相手を驚かせるが、本人は真面目に言ったつもりである。渚のことを家族同然に信頼している。
狩生 渚（かりう なぎさ）
声 - かわしまりの
羽海の幼なじみで、アルバイト先であるコテージの管理人。失敗やルール違反には厳しいが、相手を理解しようという態度も持ち合わせている。はっきりと意見を言うタイプなためにきつい印象を与えるが、バイトの皆をやさしく見守る存在でもある。

### サブキャラクター
夜明 夕陽（よあけ ゆうひ）
声 - 美月
リゾート施設の資材納入のアルバイトをしている少女。元気がよく、ちょっと生意気なところがある。頭がいいと思っているが、実際は頭が悪い。渚にあこがれ、彼女を「御姉様」と呼んでいる。
賀来 小波（かく こなみ）
声 - みる
さんごと同じ学園に通う少女。さんごの親友であり、彼女に誘われてリゾート施設でのアルバイトを始めた。恥ずかしがり屋だが仕事は良くできる。
天ヶ瀬 航（あまがせ わたる）
声 - 堀川忍
リゾート施設に付属するレストランの料理長。いわゆるナルシストで、他者に恋愛感情を抱くことはないものの、美しさの比較対象としての他人への関心は強く、人間に対する関心は強い。
20代後半から30代前半に見えるが、実年齢は不明。

## スタッフ
（出典：）
- 原画 - marui、もっつん*
- サブ原画 - 了藤誠仁
- メインシナリオ - 樹原新
- シナリオ - 温泉大祐、相良中通
- 音楽 - Peak A Soul+
- グラフィックチーフ - Rけん
- こいリゾ4コマ! - 陸。
- ロゴデザイン - 柊椋
- ムービー - はらだ
- ウェブサイト - 床リンゴ
- ディレクター - さえきそれなり

## 製作

### キャスティング
さんご役には『彼女と俺と恋人と。』で松上すすきを演じた藤咲ウサが起用された。
ディレクターのさえきによると、同じく藤咲が演じたすすき同様、本作の津久見さんごもいじられるようになったといい、藤咲の演技あってこそだと話している。

## 関連商品
- 『恋する夏のラストリゾート Sweetest Summer』[12]

サウンドトラック、アペンドデータおよびヒロインたちによるシチュエーションボイスなどを収録したDVD-ROM。2014年3月28日に発売された。
なお、アペンドデータは本編がインストールされていないと動作しない。
- 『恋する夏のラストリゾート ミニFD付き 幸崎 羽海 抱き枕カバー』[13]

2022年6月24日に発売された。